# کتاب‌شناسی خسرو حمزوی
سیاههٔ نوشته‌های خسرو حمزوی (۱۳۰۸)، در اینجا به ترتیبِ تاریخِ نگارش و نیز به تفکیکِ گونه، شاملِ دوازده کتاب و چند نوشتهٔ کوتاه‌تر است.
حمزوی به نامِ مستعارِ «پ. مهریز» نیز نوشته منتشر کرده‌است. نخستین کتابِ او به سالِ ۱۳۳۵ در تهران چاپ شد که مجموعه‌ای کوچک از شعرِ نو بود. در نیمهٔ دههٔ ۱۳۴۰ ناشران نپذیرفتند که افسانهٔ مامیرانِ او را چاپ کنند و این رمان تا پایانِ قرن هم جوازِ نشرِ دولتِ ایران را نگرفت و منتشر نشد. از دههٔ ۱۳۵۰ رمان‌نویسی نیز جزوِ کارِ نویسندگیِ حمزوی شد و تا پایانِ قرن ادامه یافت.

## کتاب‌های منتشرشده
گونه
| پژوهش | رمان | مجموعه |

| کتاب‌های منتشرشدهٔ حمزوی | کتاب‌های منتشرشدهٔ حمزوی        | کتاب‌های منتشرشدهٔ حمزوی    | کتاب‌های منتشرشدهٔ حمزوی | کتاب‌های منتشرشدهٔ حمزوی |
| سالِ نگارش              | نـام                          | گونه                      | سالِ انتشار             | ناشر                   |
| ---------------------- | ----------------------------- | ------------------------- | ---------------------- | ---------------------- |
|                        | خیزران                        | مجموعهٔ داستان و شعر       | ۱۳۳۵                   | نویسنده                |
|                        | پادزهر                        | مجموعهٔ داستان             | ۱۳۳۶                   | نویسنده                |
|                        | مقدمه‌ای بر دلار اروپایی       | پژوهش                     | ۱۳۵۱                   | سازمان برنامه و بودجه  |
|                        | دلارام                        | رمان                      | ۱۳۵۱                   |                        |
| ۱۳۵۸                   | وقتی سَموم بر تن یک ساق می‌وزید | رمان                      | ۱۳۷۱                   | روشنگران               |
|                        | شهری که زیر درختان سدر مرد    | رمان                      | ۱۳۷۹                   | روشنگران               |
| ۱۳۵۰ تا ۱۳۶۵           | خش‌خش تن برهنه‌ی تاک            | مجموعهٔ داستان             | ۱۳۸۱                   | افق                    |
|                        | آسیابان سور                   | مجموعهٔ داستان             | ۱۳۸۲                   | افق                    |
|                        | از رگ هر تاک دشت سایه‌ها       | رمان                      | ۱۳۸۳                   | افق                    |
|                        | خ‍ان‍ه‌ای‌ در ک‍ال‌ س‍وس‍ن‌، از م‍ن‌ م‍پ‍رس‌ ک‍ه‌ ش‍ب‌ چ‍ی‌س‍ت‌ | مجموعهٔ داستان و شعر       | ۱۳۸۳                   | علم                    |
|                        | به رنگ برگ‌های سپیدار          | مجموعهٔ داستان و نمایشنامه | ۱۳۸۶                   | روشنگران               |
|                        | چنگال سیمرغ                   | رمان                      | ۱۴۰۰                   | روشنگران               |

## پراکنده
- «سایه سیمرغ». هنرهای ملّی.
- «مسافرخانهٔ زابلی». کتاب تهران (۲): ۱۵۲-۱۷۴. زمستان ۱۳۷۱.
- «مکان». کتاب تهران (۳): ۱۴۰-۱۵۳. پاییز ۱۳۷۲.
- «در یوم شب». کتاب تهران (۳): ۱۷۱-۱۷۲. پاییز ۱۳۷۲. (با نامِ مستعارِ پ. مهریز)
- «آری توان . .». کتاب تهران (۳): ۱۷۲. پاییز ۱۳۷۲. (با نامِ مستعارِ پ. مهریز)
- «نمی‌خواهم موضوع آثارم را بگویم». ادبیات داستانی (۸۸): ۱۵. اسفند ۱۳۸۳ و فروردین ۱۳۸۴.
- «سایه‌ای در میان آفتابی». پایاب (۱۹): ۹−۲۱. ۱۳۸۷.
- پایاب (۱۹): ۱۶۹−۱۷۰. ۱۳۸۷.

## گفتگوها
| تاریخِ گفتگو  | عنوان | تاریخِ انتشار    | طرفِ گفتگو | توضیحات |
| ------------ | --- | --------------- | --- | --- |
| ۲۶ آبانِ ۱۳۷۲ | خسرو حمزوی | ۱۳۷۶            | الهام مهویزانی، شهلا لاهیجی، بنفشه حجازی، سینا بهمنش، عبدالعلی دستغیب، عباس زاهدی، رضا سیدحسینی، علی‌رضا آبیز، بهروز سلطانیان، صفدر تقی‌زاده، شهرنوش پارسی‌پور، بهروز منفرد، عباس برفه، سیما کوبان، محمود معتقدی، حافظ موسوی، نسترن موسوی | مهویزانی، الهام, ویراستار (۱۳۷۶). «خسرو حمزوی». آینه‌ها: نقد و بررسی ادبیات امروز ایران. ج. ۲. تهران: انتشارات روشنگران و مطالعات زنان. صص. ۱۶۷-۲۰۶. |
|              | |                 | | آفتاب یزد. |
|              | در جامعه‌اي كه نويسنده محبوب دانشجويان، ژول ورن است چه توقعي مي‌توان از يك نويسنده داشت                                                          | ۲۲ آبانِ ۱۳۸۰    | | خبرگزاری ایسنا |
|              | تا وقتي‌كه سانسور باشد، به مفهوم واقعي ادبيات نداريم نويسنده‌اي كه از يك‌سو با وزارت ‌ارشاد و ازسوي ديگر با قوه‌قضاييه درگير باشد تكليفش مشخص نيست  | ۲۲ آذرِ ۱۳۸۲     | | خبرگزاری ایسنا |
|              | در دنياي توسعه‌يافته ادبيات ملي وجود ندارد وقتي كت‌وشلوار مي‌پوشيم، ادبيات ما هم نمي‌تواند ملي باشد                                                | ۱۸ خردادِ ۱۳۸۳   | | خبرگزاری ایسنا |
|              | پرداختن به جنگ بدون ترديد در ادبيات ما جا دارد نمي‌توانم زياد درباره جنگ بنويسم؛ چون نه به جبهه رفته‌ام و نه هيچ تجربه شخصي و مستقيم از جنگ دارم | ۳۰ خردادِ ۱۳۸۳   | | خبرگزاری ایسنا |
|              | من هم دگرگون شده‌ام | ۲۱ خردادِ ۱۳۸۶   | مریم منصوری | اعتماد (۱۴۱۴): ۱۱. |
|              | امروز روز دیگری است | ۲۳ خردادِ ۱۳۸۶   | مریم منصوری | اعتماد (۱۴۱۶): ۱۱. |
|              | گفت‌وگو با خسرو حمزوی | فروردینِ ۱۳۹۱    | مریم منصوری | آزما (۸۷): ۱۰-۱۲. |
|              | برای نویسنده شدن همسر پول‌دار پیدا کنید! | ۲ اردیبهشتِ ۱۳۹۳ | | خبرگزاری ایسنا |

## ترجمه‌ها
- رابینسون، جون (آذر ۱۳۵۶). «دومین بحران نظریه اقتصادی». نگین (۱۵۱): ۲۳-۲۹.

## چاپ‌نشده‌ها[۶]
| "                         | . . . اصرار می‌کردم درست نیست نویسنده بنویسد و در خانه بگذارد. عرضه اثر به اجتماع هم به نفع نویسنده هم به نفع خواننده است. با اصرار ما آقای حمزوی پذیرفتند وارد گود شوند. | " |
| —سیما کوبان، ۲۶ آبانِ ۱۳۷۲ | |   |

- افسانهٔ مامیران
- در ب‍ی‍ش‍ه‌ه‍ای‌ آس‍وری‍گ‌
- در هرم نیمروز

## نوشته‌های گروهی
امضای حمزوی در ««متن ۱۳۴» نویسنده» نیز آمده است.